# Carl Årmann
El Teniente General Carl Nils Gabriel Årmann (Stora Mellösa, 24 de agosto de 1894 – Estocolmo, 21 de abril de 1988) fue un alto oficial del Ejército Sueco. Årmann comenzó su carrera militar como subteniente en 1915 y luego asistió a la Escuela de Artillería e Ingeniería entre 1918 y 1920. Ocupó varios rangos, incluidos capitán y mayor del Estado Mayor, antes de convertirse en coronel en 1941. Asumió roles de liderazgo en diferentes regimientos de artillería e instituciones. En 1950, se convirtió en mayor general y sirvió como Jefe de la Oficina Militar del Ministerio de Defensa hasta su retiro en 1960. Continuó contribuyendo al ámbito militar como Inspector de Materiales de Guerra y jefe de la Inspección Nacional de Materiales de Guerra de Suecia desde 1960 hasta 1964.

## Primeros años
Årmann nació el 24 de agosto de 1894 en Stora Mellösa, Suecia, hijo del propietario Nils Årmann y su esposa Alva (de soltera Lange). Aprobó el studentexamen en Örebro en 1913.

## Carrera

### Carrera militar
Årmann fue comisionado como oficial en 1915 con el rango de subteniente y fue asignado al Regimiento de Artillería de Uppland (A 5). Completó el curso superior en la Escuela de Artillería e Ingeniería entre 1918 y 1920, y fue nombrado capitán del Estado Mayor en 1926. Årmann fue profesor en la Escuela de Artillería e Ingeniería de 1928 a 1934 y sirvió en el Regimiento de Artillería de Uppland (A 5) en 1934.
Fue mayor del Estado Mayor en 1936 y fue promovido a teniente coronel en 1939, sirviendo en el Regimiento de Artillería de Uppland (A 5) en 1940. Årmann fue promovido a coronel en 1941 y fue nombrado jefe de la Escuela de Artillería e Ingeniería en 1941, y comandante del Regimiento de Artillería de Norrland (A 4) en 1942 y del Regimiento de Artillería de Bergslagen (A 9) en 1943.
Årmann fue comandante militar del III Distrito Militar en 1950 (interino en 1946) y fue ascendido a mayor general en 1950. Luego fue Jefe de la Oficina Militar del Ministerio de Defensa desde 1951 hasta 1960, cuando se retiró del servicio activo y fue promovido a teniente general en la reserva. Årmann luego sirvió como Inspector de Materiales de Guerra y jefe de la Inspección Nacional de Materiales de Guerra de Suecia en el Ministerio de Comercio e Industria desde 1960 hasta 1964.

### Carrera deportiva
Årmann fue un pentatleta moderno y compitió en los Juegos Olímpicos de París de 1924, donde terminó en décimo lugar.

### Otros trabajos
Årmann se convirtió en presidente del Club de Vuelo de Skövde en 1946 y de la sección de Skövde de la Sociedad para la Promoción del Deporte del Esquí y la Vida al Aire Libre (Skid- och friluftsfrämjandet) en 1946. Fue miembro del Consejo de Inscripción (Inskrivningsrådet) en 1955.

## Vida personal
En 1926 se casó con Brita Flach (nacida en 1902), hija del propietario Erik Flach y Tyra (de soltera Schubert). Årmann fue padre de Jan (nacido en 1928) y Christina (nacida en 1931).

## Fechas de rango
- 1915 – Subteniente
- 1917 – Subteniente
- 1918 – Teniente
- 1926 – Capitán
- 1936 – Mayor
- 1939 – Teniente coronel
- 1941 – Coronel
- 1950 – Mayor general
- 1960 – Teniente general

## Premios y distinciones

### Suecos
- Comendador Gran Cruz de la Orden de la Espada (11 de noviembre de 1957)[8]
- Comendador de 1ª Clase de la Orden de la Espada (15 de noviembre de 1947)[9]
- Comendador de la Orden de la Espada (15 de noviembre de 1945)[10]
- Caballero de 1ª Clase de la Orden de la Espada (1936)[11]
- Caballero de 1ª Clase de la Orden de Vasa (1941)[12]
- Medalla al Mérito de la Guardia Nacional [7]
- Medalla Olímpica Ecuestre (Ryttarolympisk förtjänstmedalj)[7]

### Extranjeros
- Comendador de 1ª Clase de la Orden del Dannebrog [7]
- Comendador de 1ª Clase de la Orden de la Rosa Blanca de Finlandia [7]
- Comendador con Estrella de la Orden de San Olav (1 de julio de 1954)[13]
- 3ª Clase de la Orden de la Cruz de la Libertad con espadas [7]
- Comendador de la Legión de Honor[7]

## Honores
- Miembro de la Real Academia Sueca de Ciencias Militares (1944)